# استراتگ
استراتگ ((به انگلیسی: Strateg)) مرکز هر ساتراپی در روزگار سلوکی بود. امور مالی ساتراپی در این مرکز و به وسیله مامور امور مالی که اکوتوم نامیده می‌شد انجام می‌پذیرفت.

## منبع
- اسدالله معطوفی، تاریخ چهار هزار سالهٔ ارتش ایران، انتشارات ایمان، چاپ یکم ۱۳۸۲، شابک ‎۹۶۴−۶۸۲۰−۰۳−۴